# Сіраегі
Сіраегі (시래기) — інгредієнт корейської кухні, сушене листя та стебла корейської редьки або, рідше, капусти напа.

## Страви
- Siraegi-jijimi — вид джиджімі (корейське стью), який виготовляють нарізання змочених сираегів на шматочки, потім приправляють його твенджаном (соєвою пастою), буролистковою олією, чилі Чонг'янг та подрібненим часником і, нарешті, тушкують у приготованому бульйоні із висушеної голови минтая, ламінарії та анчоусів у воді ттеумул (вода, що залишилася від промивання рису).
- Siraegij-doenjang-jigae — вид доендженг-джиґае (корейське стью), виготовлене з нарізаних змочених сираегі, змішані з сумішшю соєвої пасти, порошку чилі та подрібненого часнику. Варять з батуном, червоним чилі, грибами шиітаке та тофу у відварі з анчоуса.
- Siraegi-namul[3] — тип намуля, виготовлений з вареного сираегі, приправленого соєвим соусом, кунжутною олією та подрібненим часником і, нарешті, обсмажений з подрібненим бітуном. Подається з підсмаженим насіння кунжуту, посипаним зверху.

## Галерея

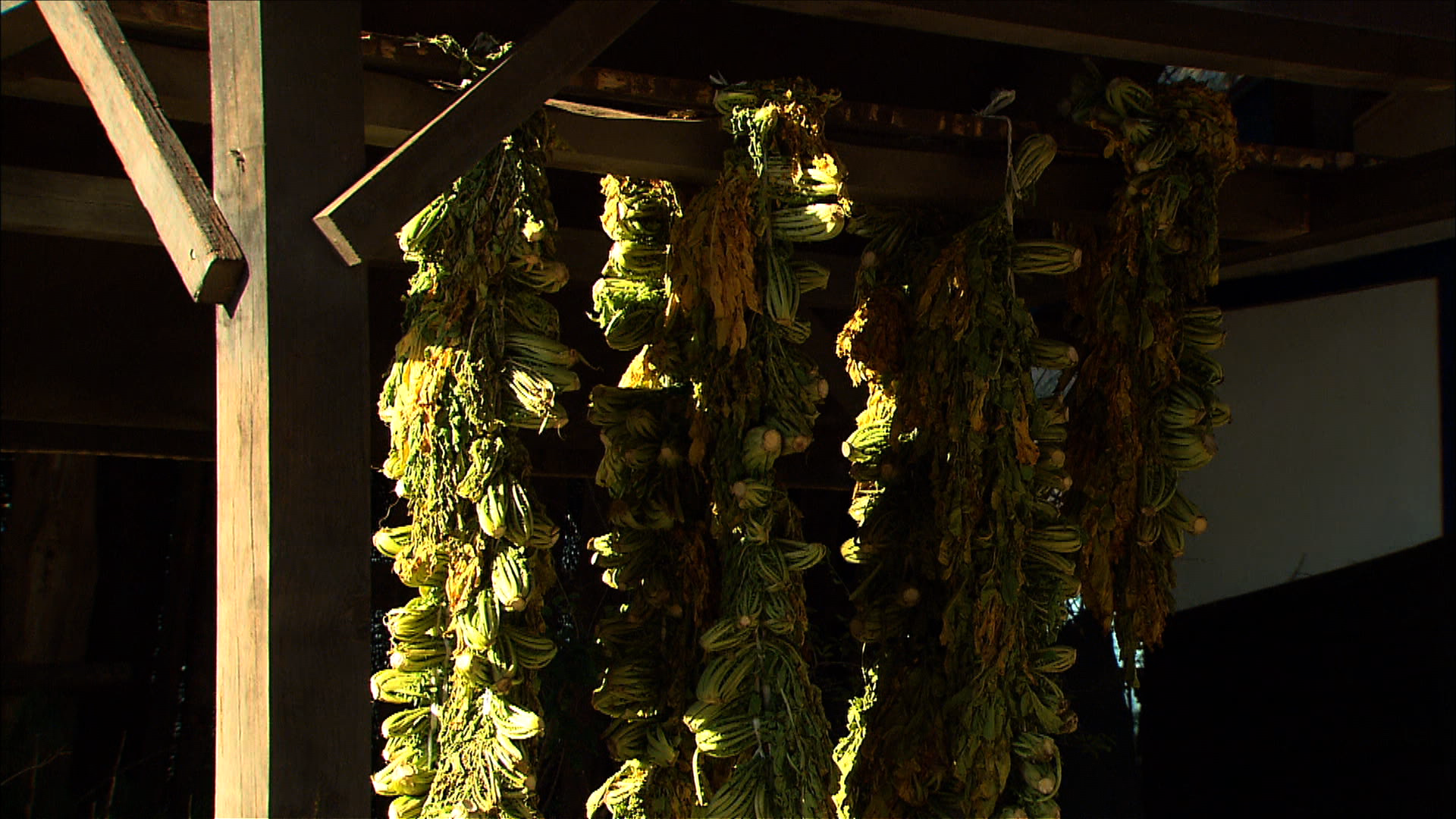
Сушіння зелені редьки для отримання сираегі
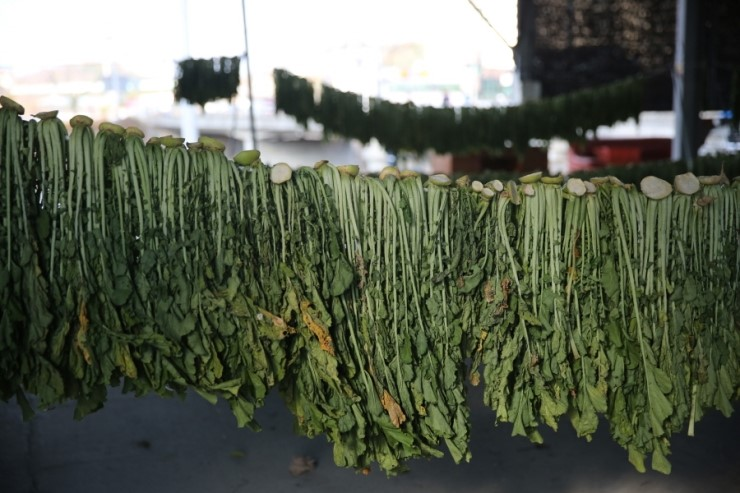
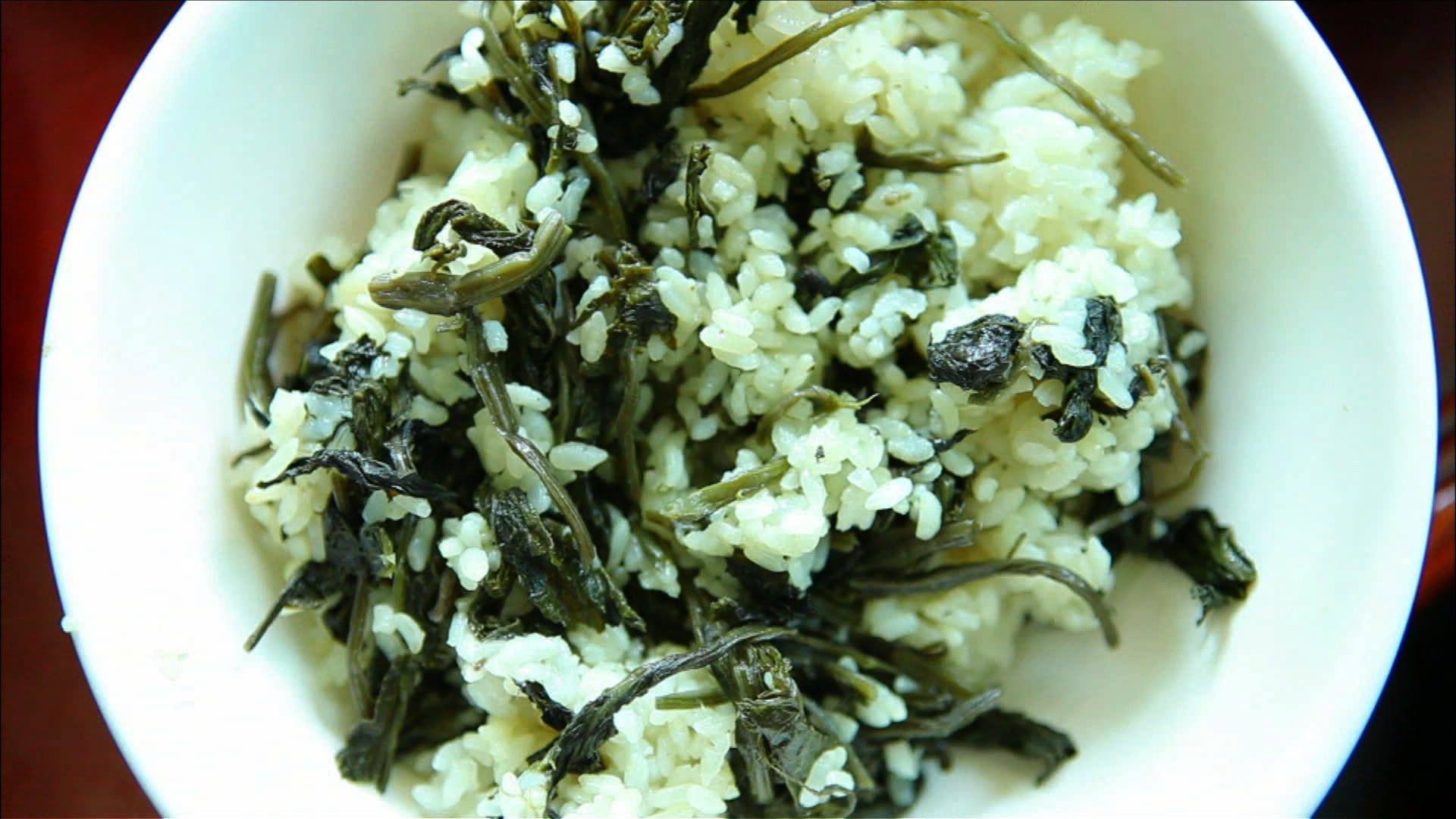
Сіраегі з  рисом
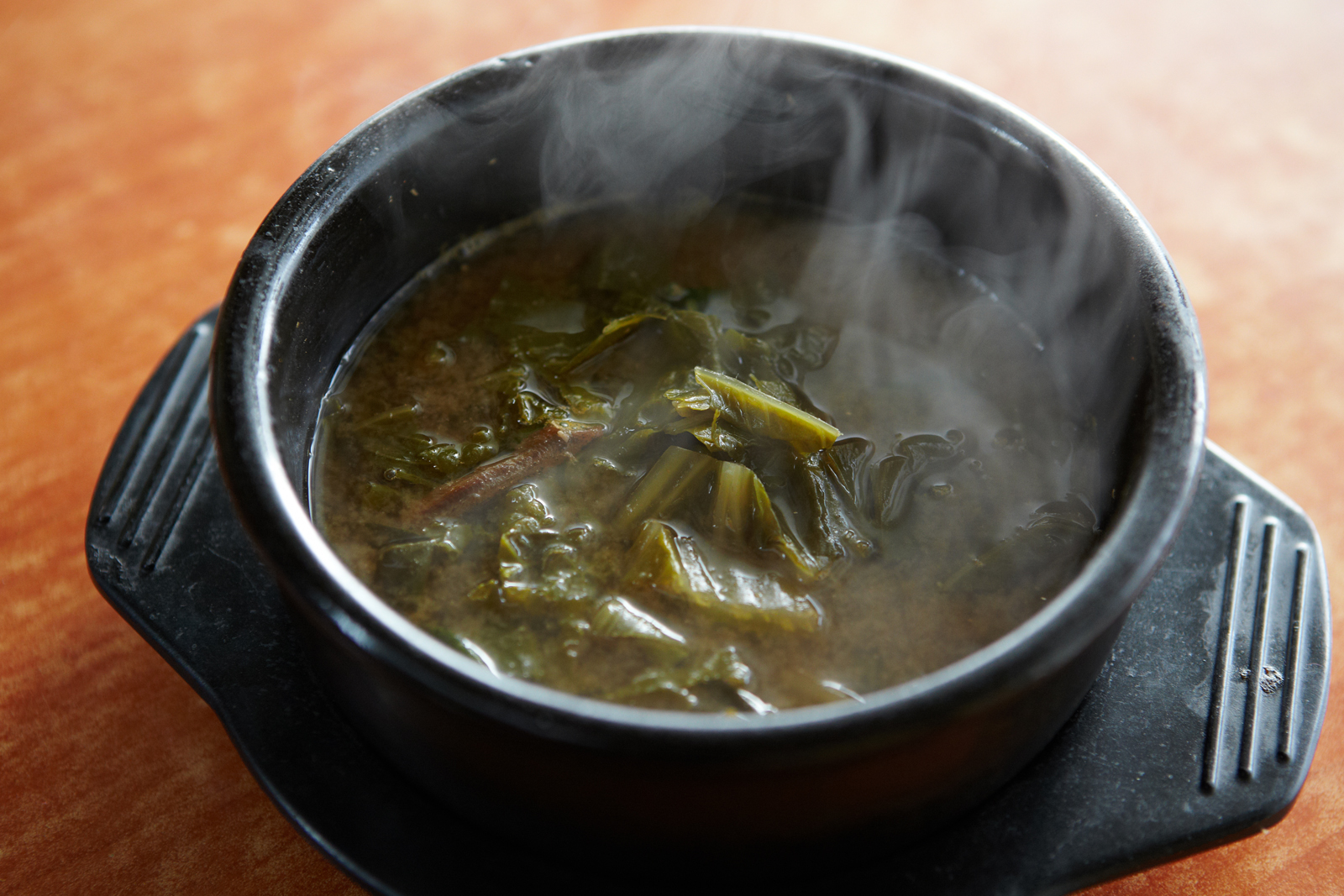
Зелений суп